# Zamek w Ścinawie
Zamek w Ścinawie (niem. Schloss Steinau) – zabytkowy zamek wybudowany w  XV w. w Ścinawie – mieście w Polsce na Dolnym Śląsku, w woj. dolnośląskim, w powiecie lubińskim.